# Em Casa (programa de televisão)
Em Casa foi um programa de televisão brasileiro exibido pela Rede Globo nas noites de sábado dirigido por LP Simonetti e Pedro Secchin, o programa também é retransmitido pelo canal à cabo Multishow e também na plataforma de streaming Globoplay, pertencentes ao Grupo Globo. Consiste na exibição de shows ao vivo realizados nas casas dos artistas, durante a pandemia do COVID-19.

## Exibição
Em cada sábado, um cantor(a) é convidado para apresentar-se em um show ao vivo realizado diretamente de sua casa. É exibido por cerca de 15 a 20 minutos na Rede Globo e exibido na íntegra, também ao vivo, pelo canal Multishow e pelo serviço de streaming Globoplay de forma gratuita. 
Enquanto o show é exibido, o público pode fazer doações para instituições, entidades e movimentos sociais que trabalham para minimizar os impactos da pandemia do novo coronavírus.
O terceiro episódio, que exibiu a live do cantor Roberto Carlos, não foi exibido na noite de sábado, como de costume, e sim na tarde de domingo, como um episódio especial ao Dia das Mães.

## Episódios
| Episódio | Data        | Artistas                                           | Notas                                                                        | Ref.          |
| -------- | ----------- | -------------------------------------------------- | ---------------------------------------------------------------------------- | ------------- |
| 01       | 25 de abril | Ivete Sangalo                                      | Primeiro artista do projeto "Em Casa"                                        | [ 4 ]         |
| 02       | 02 de maio  | Alok                                               | Segundo artista do projeto "Em Casa", com apresentação de Marina Ruy Barbosa | [ 5 ] [ 6 ]   |
| 03       | 10 de maio  | Roberto Carlos                                     | Especial de Dia das Mães                                                     | [ 7 ]         |
| 04       | 13 de junho | Luan Santana                                       | Especial de Dia dos Namorados                                                | [ 8 ] [ 9 ]   |
| 05       | 27 de junho | Xand Avião, Matheus e Kauan, e Fernando e Sorocaba | Especial "Arraiá em Casa" Apresentação de Thaynara OG e Fabiana Karla        | [ 10 ] [ 11 ] |